# Dekanat naro-fomiński
Dekanat naro-fomiński – jeden z 48 dekanatów eparchii moskiewskiej obwodowej Rosyjskiego Kościoła Prawosławnego. Obejmuje cerkwie położone w rejonie naro-fomińskim obwodu moskiewskiego. Funkcjonuje w nim osiem cerkwi parafialnych miejskich, dwadzieścia osiem cerkwi parafialnych wiejskich, siedem cerkwi filialnych i dziewięć kaplic.
Funkcję dziekana pełni protojerej Oleg Mitrow.

## Cerkwie w dekanacie[1]
- Cerkiew św. Eliasza w Aprielewce
- Cerkiew św. Michała Archanioła w Archangielskim
- Cerkiew św. Mikołaja w Atiepcewie
- Cerkiew św. Jana Chrzciciela w Afiniejewie
- Cerkiew Zwiastowania Matki Bożej w Błagowieszczeniju
- Cerkiew Wniebowstąpienia Pańskiego w Burcewie

Kaplica Dońskiej Ikony Matki Bożej
- Cerkiew Objawienia Pańskiego w Wieriei
- Cerkiew Narodzenia Pańskiego w Wieriei

Cerkiew Włodzimierskiej Ikony Matki Bożej w Wieriei
Kaplica Ikony Matki Bożej „Nieoczekiwana Radość”
Kaplica św. Paraskiewy
- Cerkiew Świętych Konstantyna i Heleny w Wieriei
- Cerkiew Wjazdu Chrystusa do Jerozolimy w Wieriei
- Cerkiew św. Eliasza w Wieriei

Kaplica Kazańskiej Ikony Matki Bożej
- Cerkiew Narodzenia Matki Bożej w Wiesielewskim
- Cerkiew Ikony Matki Bożej „Niewyczerpany Kielich” w Wostoku
- Cerkiew św. Dymitra Sołuńskiego w Dubrowie
- Cerkiew Narodzenia Pańskiego w Iljinskim
- Cerkiew św. Mikołaja w Kamienskim

Cerkiew św. Eustachego Sokolskiego w Kamienskim
- Cerkiew Przemienienia Pańskiego w Kriukowie
- Cerkiew Ikony Matki Bożej „Znak” w Lisincewie
- Cerkiew Trójcy Świętej w Martiemjanowie
- Cerkiew św. Sergiusza z Radoneża w Mogutowie
- Cerkiew Zaśnięcia Matki Bożej w Nabierieżnej Słobodzie
- Sobór św. Mikołaja w Naro-Fominsku

Cerkiew św. Pantelejmona w Naro-Fominsku
Kaplica św. Daniela Moskiewskiego
Kaplica Ikony Matki Bożej „Niegasnąca Świeca”
- Cerkiew Nowomęczenników i Wyznawców Rosyjskich w Naro-Fominsku

Kaplica św. Aleksandra Newskiego
- Cerkiew św. Jana Chrzciciela w Nowej Olchowce
- Cerkiew św. Pantelejmona w Nowogłagolewie
- Cerkiew św. Mikołaja w Nowosiołkach
- Cerkiew Opieki Matki Bożej w Pietrowskim

Cerkiew św. Piotra Moskiewskiego w Pietrowskim
Cerkiew św. Jerzego w Pietrowskim
- Cerkiew Narodzenia Pańskiego w Rożdiestwie
- Cerkiew św. Serafina z Sarowa w Sielatinie

Kaplica Ikony Matki Bożej „Eleusa”
- Cerkiew Zaśnięcia Matki Bożej w Simbuchowie
- Cerkiew Przemienienia Pańskiego w Sliepuszkinie

Cerkiew Zaśnięcia Matki Bożej w Sliepuszkinie
Kaplica Objawienia Pańskiego
- Cerkiew Przemienienia Pańskiego w Spass-Kosicach
- Cerkiew św. Michała Archanioła w Spass-Kosicach
- Cerkiew św. Mikołaja w Subbotinie
- Cerkiew Opieki Matki Bożej w Taszirowie

Kaplica św. Jerzego
- Cerkiew Świętych Piotra i Pawła w Szapkinie